# Alessandra Ambrosio
Alessandra Corine Ambrósio (født 11. april 1981 i Rio Grande do Sul, Brasilien) er en brasiliansk model.

## Karriere
Ambrosio begyndte som model allerede, da hun var 12 år gammel. Hendes første større job som model var for det brasilianske tidsskrift Elle.
Hun har siden arbejdet for forskellige tøjmærker, herunder Christian Dior, Giorgio Armani, Oscar de la Renta, Gucci, Calvin Klein og Ralph Lauren.
Hun har gået model for adskillige designere, såsom Prada, Fendi, Christian Dior, Ralph Lauren, Giorgio Armani og Oscar de la Renta.
Hun har optrådt på over 50 internationale magasinforsider, herunder Cosmopolitan, Elle, Harper's Bazaar, Marie Claire, Vogue, og hun var den eneste model, der blev vist på forsiden af Glamour i USA i 2006.
Ambrosio er bedst kendt for sit arbejde med Victoria's Secret. Hun var med i Victoria's Secret Fashion Show for første gang i 2000 og blev valgt som den første topmodel for en af virksomhedens produktlinjer i 2004.

## Privat
Ambrosio bor i øjeblikket skiftevis i New York og i Brasilien. Da hun først ankom til New York, lånte Gisele Bündchen hendes lejlighed i to uger, og Adriana Lima hjalp hende med at oversætte fra engelsk.
Ambrosio og hendes forlovede, forretningsmanden Jamie Mazur fik den 24. august 2008 deres første barn, en datter ved navn Anja Louise Ambrosio Mazur. Hun fødte hendes andet barn, sønnen Noah Phoenix Ambrosio Mazur den 7. maj 2012.